# 에콜 쉬페리외르 델렉트리시테
에콜 수페리외르 델렉트리시테(École Supérieure d'Electricité: 고등전기공과대학), 또는 쉬펠레크(Supélec)는 공학 연구중심의 그랑제콜 고등교육기관이다. 전기공학 및 정보과학 분야 프랑스 선도 대학원이며 유럽 공과대학 네트워크 TIME 연합의 일원이다.

## 역사
수펠레크는 프랑스의 전력기술(電力技術) 개발 및 전기산업 활성화를 주도할 공학자들을 양성하기 위한 목적으로 1894년 설립되었다. 설립 당시 파리 15구역의 스타엘 거리(Rue de Staël)에 위치했으나 1975년 지프쉬르이베트(Gif-sur-Yvette) 지역으로 캠퍼스를 이전하였다. 이후 1972년에 렌(Rennes), 1985년에 메스(Metz) 지역에 분교가 설립되었다.
2015년 1월 수펠레크는 에콜 상트랄(Ecole Centrale Paris)과 일부 통합을 이루어 공식 기관명을 상트랄-수펠레크(CentraleSupélec)로 변경하였다.

## 동문
- 루이-찰스 브레게 - 20세기 초창기 항공산업의 개척자, 에어프랑스 및 다소 항공의 전신인 회사 설립.
- 피에르 불 - 프랑스의 소설가. 대표작《콰이 강의 다리》(1952), 《혹성탈출》(1963) 등.
- 티에리 브르통 - 前 프랑스 재무장관, 프랑스텔레콤 최고경영자
- 르네 르듁 - 최초 램제트 실험기 발명
- 피에르 셰페르 - 프랑스의 작곡가 겸 음악 기술자

## 같이 보기
- 프랑스의 교육
- 그랑제콜 준비반